# Стреисанђеорђу (Хунедоара)
Стреисанђеорђу (рум. Streisângeorgiu) насеље је у Румунији у округу Хунедоара у општини Калан. Oпштина се налази на надморској висини од 240 m.

## Историја
Према државном шематизму православног клира Угарске 1846. године у месту "Стриги Сент Ђорђи" је живело 98 породица, са још придодатих 29 филијарних из "Стриги Охабе".

## Становништво
Према подацима из 2002. године у насељу је живело 618 становника.

### Попис2002.
| Расподела становништва по националности 2002.‍ | Расподела становништва по националности 2002.‍ | Расподела становништва по националности 2002.‍ | Расподела становништва по националности 2002.‍ | Расподела становништва по националности 2002.‍ |
| --------------------------------------------- | --------------------------------------------- | --------------------------------------------- | --------------------------------------------- | --------------------------------------------- |
|                                               |                                               |                                               |                                               |                                               |
| Румуни                                        | Румуни                                        |                                               | 434                                           | 70,2%                                         |
| Мађари                                        | Мађари                                        |                                               | 174                                           | 28,2%                                         |
| Немци                                         | Немци                                         |                                               | 10                                            | 1,6%                                          |